# Messor oertzeni
Messor oertzeni es una especie de hormiga del género Messor, subfamilia Myrmicinae. 

## Distribución
Esta especie se encuentra en Turquía, Grecia y Macedonia.